# Nâtyakalpadrumam
Nâtyakalpadrumam (en malayalam : നാട്യകല്‍‌പദ്രുമം, en sanskrit : नाट्यकल्पद्रुमम्) est un livre écrit sur le kutiyattam, une tradition de drame en sanskrit ancien, par l'acteur Nâtyâchârya Vidushakaratnam Padma Shri Mani Madhava Cakyar. Le livre est traduit en hindi par la Sangeet Natak Akademi.